# Проба благородных металлов
Проба благородных металлов — определение различными аналитическими методами пропорции, массового содержания основного благородного металла (золота, серебра, платины, палладия и т. п.) в пробируемом сплаве; используется для последующего клеймения, нормативно фиксирующего полученные в результате анализов данные — пропорцию благородного металла при изготовлении ювелирных изделий, монет и др.
Само клеймо и определённое при пробировании содержание основного благородного металла также именуются пробой.
По действующему в РФ законодательству все промышленно выпускаемые сплавы, содержащие более 30 % по массе благородного металла, должны быть подвергнуты пробированию и соответствующим образом заклеймены. К настоящему времени для всех благородных металлов установлена дискретная линейка возможных их содержаний в сплавах (проб).

## Системы проб
Существуют следующие системы проб:
- метрическая
- каратная
- золотниковая
- лотовая

### Метрическая проба
Основой метрической системы проб является количество миллиграммов основного благородного металла в 1 грамме (процентное количество чистого металла в сплаве при добавлении запятой после второго знака) пробируемого сплава. Значение пробы можно рассматривать также как количество массовых частей (долей) основного благородного металла на 1000 массовых частей (долей) пробируемого сплава.
Линейка стандартных дискретных значений долей, в основном, была установлена путём пересчёта долей каратной системы проб.
В СССР с 1927 года, на территории Российской Федерации и стран СНГ принята метрическая система проб. Используется также во Франции (с принятием метрической системы мер), в Германии (с 1888 года) и в странах, подписавших Конвенцию по контролю и клеймению изделий из драгоценных металлов (англ. Convention on the Control and Marking of Articles of Precious Metals): Австрия, Великобритания, Венгрия, Дания, Израиль, Ирландия, Кипр, Латвия, Литва, Нидерланды, Норвегия, Польша, Португалия, Словакия, Словения, Финляндия, Чехия, Швейцария, Швеция.
Для благородных металлов в России установлены следующие пробы:
- золото  — 375, 500, 583*, 585, 750, 875, 916, 958, 999
- серебро — 800, 830, 875, 925, 960, 999
- платина — 585, 850, 900, 950
- палладий — 500, 850

*Допускается только для изготовления ювелирных изделий из золота по обращениям физических лиц.

### Каратная проба
Каратная система проб используется в США и Канаде. Применялась также в Западной Европе до введения метрической системы проб. В Ирландии на клейме ставятся как метрическая, так и каратная проба. В Великобритании на клеймах с 1973 года применяется метрическая система, но в описаниях допускается каратная. Используется только для золота (для серебра применяются условные названия или метрическая проба, для платины и палладия — метрическая проба).
Основой каратной системы проб является количество карат основного благородного металла в 24 каратах пробируемого сплава.
Для благородных металлов используются следующие пробы:
- 9 карат — масса благородного металла составляет 0,375 от массы сплава;
- 12 карат — масса благородного металла составляет 0,500 от массы сплава;
- 14 карат — масса благородного металла составляет 0,583 от массы сплава;
- 18 карат — масса благородного металла составляет 0,750 от массы сплава;
- 21 карат — масса благородного металла составляет 0,875 от массы сплава;
- 22 карата — масса благородного металла составляет 0,916 от массы сплава;
- 23 карата — масса благородного металла составляет 0,958 от массы сплава;
- 24 карата — масса благородного металла составляет свыше 0,999 от массы сплава, то есть металл в чистом виде.

Для указания на то, что проба каратная, после числа могут ставиться сокращения K, kt, C, ct. В США и Канаде принято различать по написанию слова англ. karat (единица пробы) и англ. carat (единица массы).
Для пересчёта каратной пробы в метрическую значение каратной пробы следует разделить на 24 и умножить на 1000.
В Великобритании и Испании, кроме карата, прежде применялась дольная единица (англ. grain, исп. grano) в ¼ карата, равнозначная 1 золотнику. Существовала и единица в 1⁄16 карата (англ. quart).

### Золотниковая проба
Золотниковая проба была введена в России с момента начала пробирования драгоценных металлов, а именно с 1711 года для серебряных сплавов и с 1733 года – для золотых и действовала вплоть до 1927 года.
Золотниковая система проб построена на основе русского фунта, содержащего 96 золотников. Подобно европейской каратной системе, золотниковая проба в обозначении соответствует числу золотников драгоценного металла в 96 золотниках (1 фунте) пробируемого сплава:
- 36 золотников — масса благородного металла составляет 0,375 от массы сплава;
- 48 золотников — масса благородного металла составляет 0,500 от массы сплава;
- 56 золотников — масса благородного металла составляет 0,583 от массы сплава;
- 72 золотника — масса благородного металла составляет 0,750 от массы сплава;
- 84 золотника — масса благородного металла составляет 0,875 от массы сплава;
- 88 золотников — масса благородного металла составляет 0,916 от массы сплава;
- 91 золотник — масса благородного металла составляет 0,947 от массы сплава;
- 92 золотника — масса благородного металла составляет 0,958 от массы сплава;
- 96 золотников — масса благородного металла составляет свыше 0,999 от массы сплава, то есть металл в чистом виде.

Для пересчёта золотниковой пробы в каратную значение золотниковой пробы следует разделить на 4.
Для пересчёта золотниковой пробы в метрическую значение золотниковой пробы следует разделить на 96 и умножить на 1000.

### Лотовая проба
Лотовая проба действовала в Германии для серебра до перехода на метрическую систему проб (1888 год).
Лотовая система проб построена на основе имевшей хождение в средние века среди германского, скандинавского и кельтского населения Европы и Британии марки, содержащей 16 лотов. Лотовая проба в обозначении соответствует числу лотов драгоценного металла в 16 лотах (1 марке) пробируемого сплава:
- 6 лотов — масса благородного металла составляет 0,375 от массы сплава;
- 8 лотов — масса благородного металла составляет 0,500 от массы сплава;
- 12 лотов — масса благородного металла составляет 0,750 от массы сплава;
- 14 лотов — масса благородного металла составляет 0,875 от массы сплава;
- 16 лотов — масса благородного металла составляет свыше 0,999 от массы сплава, то есть металл в чистом виде.

Для пересчёта лотовой пробы в каратную значение лотовой пробы следует разделить на 2 и умножить на 3. Для пересчёта лотовой пробы в метрическую значение лотовой пробы следует разделить на 16 и умножить на 1000.

### Старая английская система проб серебра
В Великобритании до принятия метрической системы проб для серебра использовали тройскую систему: указывали число тройских унций и пеннивейтов (1/20 унции) в 12 тройских унциях серебра. Например: стерлинг — 11 унций 2¼ пеннивейта.

### Старая испанская система проб серебра
1=12 dineros=288 granos.

## Условные названия и номера проб
англ. Coinage silver — серебро 900.
Стерлинг (сплав) англ. Sterling silver — серебро 925.
англ. Britannia silver — серебро 958,4.
Бельгия, золото: 1=833, 2=750, 3=585.
Бельгия, серебро: I=925, II=835.
Венгрия, серебро: 1=925, 2=900, 3=835, 4=800.
Нидерланды, серебро: I=925, II=835, III=800.
Польша, золото: 1=960, 2=750, 3=585, 4=500, 5=375, 6=333.
Чехия и Словакия, золото: 0=999, 1=986, 2=900, 3=750, 4=585.
Чехия и Словакия, серебро: 0=999, 1=959, 2=925, 3=900, 4=835, 5=800.
Чехия и Словакия, платина: 0=999, 1=950, 2=900, 3=850, 4=800.

## Обозначение пробы
После определения содержания драгоценного металла в сплаве их клеймят, нанося условные обозначения пробы (содержания основного драгоценного металла), организации или лица, производившего определение пробы, иные знаки, например, клеймо изготовителя.
Нанесением пробы занимается пробирная палата. На пробе указывается код пробирной палаты, а также цифровое обозначение пробы. В ювелирном деле производителю ювелирных изделий выдаётся именное клеймо — именник. Четырёхбуквенный код, в котором содержится информация о годе изготовления изделия, пробирной палате, в которой зарегистрирован производитель, и код-номер изготовителя.

### Проба в США и Канаде
Для обозначения пробы в каратной системе используются клейма, содержащие букву К после значения пробы:
- клейма вида «14K», «18K» означают, что изделие изготовлено из сплавов 585-й и 750-й проб, соответственно;
- клейма вида «22KGP» «23KGP» означают, что изделие позолочено с использованием золота 916-й или 958-й проб соответственно — «KGP» здесь происходит от английского «karat gold plated» — покрыто столько-то-каратным золотом[9].

### Проба в России
В силу исторических особенностей клеймение на Руси появилось позже, чем в других странах. Первое московское клеймо — двуглавый орел, сопровождающийся датой, выраженной славянскими буквами, относится к 1651—1652 гг. Первые клейма ещё не являлись показателем пробы в точном смысле этого слова. Клеймо лишь указывало, что серебро не хуже признанного законом образца, но сам образец не имел точно определённой пробы. Как правило, качественное золото было от 83-й до 85-й пробы и выше, что соответствовало пробе «любских талеров» или «ефимков» — привозных монет, которые переплавляли для изготовления вещей. В последней четверти XVII века законом допускался и более низкопробный образец — «левок». Появилось клеймо — в овале слово «левок».
В России государственное клеймение изделий из драгоценных металлов узаконено: серебряных — в 1613 году, золотых — в 1700 году. Другие металлы не клеймились и как драгоценные не рассматривались. Стандарты проб изменялись по необходимости - например, в 1711 году пробы на серебряные изделия повысились с 62 до 72 по причине подверженности низкопробного серебра окислению и потемнению. В 1840 году были введены 56 и 94 пробы золотых сплавов.
Для всех городов в XVIII—XIX веках клейма состояли:
- из клейма с гербом города с годом или без года в щитках различной формы;
- из клейма с начальными буквами имени и фамилии — «именником» пробирного мастера;
- из клейма мастера, изготовившего вещь, без обозначения года;
- из клейма с двумя цифрами, обозначающими пробу, то есть число золотников чистого серебра или золота в лигатурном фунте.

Мастера, мастерские, фирмы и фабрики обязаны были ставить свои клейма-именники до представления изделий государственному пробиреру.
1 января 1899 года на основании нового пробирного устава для России вводится единообразное клеймо с изображением женской головы в кокошнике в профиль, направленной влево. Рядом проставлялись инициалы управляющего пробирным округом, а иногда и цифры золотниковой пробы.
С 1908 года по всем пробирным округам, вводятся новые пробирные клейма с изображением женской головы в кокошнике в профиль, направленной вправо, сопровождающейся буквой греческого алфавита — различной для каждого пробирного округа. Проба в клейме — золотниковая. Изображение женской головы в кокошнике видоизменялось в зависимости от способа клеймения или периода нанесения клейма.
Система проб и клеймения была изменена в СССР в 1927 году. Также стали подлежать клеймению изделия из других драгоценных металлов: платиновые — с 1927 года, палладиевые — с 1956 года.
В 1927 году на смену изображению женской головы в кокошнике приходит изображение головы рабочего с молотом. В рамках перехода на метрическую систему исчисления мер создаётся новая система, в которой проба обозначается числом тысячных долей золота в сплаве (она используется и по сей день). В клейме также проставляется и шифр пробирного учреждения (буква греческого алфавита).
С 1 июня 1958 года вводятся новые пробирные клейма, на которых изображаются выпуклые серп и молот на фоне пятиконечной звезды. Шифр пробирной инспекции начинают проставлять буквой русского алфавита. Позже изображение клейма остаётся неизменным, но его контур становится вырезным (замена производилась по мере изнашивания клейм).
Позднее в СССР система клеймления пробированного металла включала в себя 3, иногда 2 клейма: клеймо производителя, численное обозначение пробы и пробирное клеймо в виде пятиконечной звезды в рамке. При отсутствии численного обозначения форма рамки клейма определяла параметры (в том числе и пробу) пробируемого сплава.
С 1994 года вводятся новые пробирные клейма, действующие по настоящее время. При этом клейма «предпоследнего» образца (с серпом и молотом) имели хождение наряду с клеймами «нового» образца: для 585-й пробы золота — до марта 2000 года, для остальных проб — до апреля 2002 года.
На действующем клейме изображена женская голова в кокошнике в профиль, направленная вправо. Шифр пробирной инспекции проставляется буквой русского алфавита (для каждой из 18 пробирных инспекций — своя буква).
В Российской Федерации в настоящее время для клеймения ювелирных изделий используют клейма с изображением женской головы в кокошнике. Опробование и клеймение ювелирных и других бытовых изделий из драгоценных металлов в России осуществляется Федеральной пробирной палатой, образованной в соответствии с постановлением Правительства РФ от 20.03.2020 № 307 «О Федеральной пробирной палате».
Порядок опробования и клеймения регламентируется постановлением Правительства РФ от 06.05.2016 года № 394 «Об опробовании, анализе и клеймении ювелирных и других изделий из драгоценных металлов».
С 23 июня 2020 г. - Федеральный закон от 23.06.2020 г. N 188-ФЗ  опробование и клеймение государственным пробирным клеймом ювелирных и других изделий из серебра отечественного производства осуществляются на добровольной основе.

## Способы определения пробы
- Пробирным камнем (опробование драгоценных металлов на пробирном камне)
- Купелирование
- Цветные оттенки металлов и сплавов, получающиеся при действии пробирных реактивов
- Химический анализ с применением хлорного золота, царской водки и т. п.
- Спектральный анализ.
- С помощью гидростатического взвешивания. Метод не всегда позволяет адекватно и однозначно определить пробу изделия, так как сплавы одной и той же пробы (относительного содержания основного драгоценного металла) могут содержать разные компоненты для достижения необходимых твердости, обрабатываемости, цветовых оттенков т т.д. (см. примеры в следующем разделе).

## Составы сплавов и применение
Наиболее распространен сплав золота 585-й пробы; сплавы этой пробы могут быть различных цветов в зависимости от количественного соотношения содержащихся в них цветных металлов. Например, если в сплаве золота 585-й пробы (58,5 % золота) содержится примерно серебра 36 %, а меди 5,5 %, сплав приобретает зелёный оттенок; при 18,3 % серебра и 23,4 % меди — розовый; при 8,3 % серебра и 33,4 % меди — красноватый. В зависимости от лигатуры может иметь разные температуры плавления и твердость, эти сплавы имеют хорошую паяемость.
Сплавы золота 958-й пробы непрочны и поэтому используются в ограниченном количестве. Сплав 958 пробы трёхкомпонентный, кроме золота в своём составе имеет серебро и медь, используется в основном для изготовления обручальных колец. Сплав имеет приятный ярко-жёлтый цвет, близкий к цвету чистого золота. Очень мягкий, в результате чего полировка на изделии держится недолго.
Сплав 750-й пробы трёхкомпонентный, имеет в своём составе медь и серебро, в некоторых случаях в виде лигатуры могут быть использованы родий, палладий, никель и цинк. Цвет от желтовато-зелёного через красноватые оттенки до белого. Сплав хорошо поддается пайке и литью, является подходящей основой для нанесения эмалей, однако при содержании в сплаве более 16 % меди цвет эмали становится тусклым. Рекомендуется использовать при изготовлении изделий с тонкой рельефной выколоткой, филигранью и оправ для хрупких самоцветов, напряжённых бриллиантов.
Сплав золота 375-й пробы обычно содержит: золота 37,5 %, серебра 10,0 %, меди 48,7 %, палладия 3,8 %. Используется для изготовления обручальных колец.
Для изготовления украшений с бриллиантами широко используется «белое золото», которое содержит:
- в сплаве золота 585-й пробы — серебра 23,7—28,7 %, палладия 13,0—18 % или никеля 17 %, цинка 8,7 %, меди 16 %;
- в сплаве золота 750-й пробы — серебра 7,0—15,0 %, палладия до 14 %, никеля до 4 %, цинка до 2,4 %, или никеля 7,5—16,5 %, цинка 2,0—5,0 %, меди до 15 %.

Наиболее распространён сплав серебра 875 пробы. Его используют для изготовления украшений и предметов сервировки стола. Сплав 916 пробы используют для производства предметов сервировки стола с покрытием эмалью; сплав 960-й пробы — для изготовления филигранных изделий.
Сплавы платины и палладия применяются в ювелирном деле в незначительных количествах.
Серебряные и латунные изделия для защиты от быстро наступающего окисления и для улучшения декоративных свойств покрывают электролитическим способом тонким слоем золота 999-й пробы (золочение), серебра 999-й пробы (серебрение) или родия. Последний металл отличается от прочих названных большей твёрдостью, вследствие чего полировка и цвет изделия сохраняются значительно дольше.
В современных ювелирных изделиях платиновый сплав встречается редко, он уступил свои позиции белому золоту. Для некоторых ювелирных изделий используется двухкомпонентный сплав 950 пробы, в состав которого кроме платины входят медь и иридий. Добавка иридия значительно увеличивает твердость сплава.
Палладий. Основные сплавы палладия с серебром, используемые в ювелирном деле, имеют пробы 500 и 850 по серебру (так как наиболее технологичны при механической обработке и декоративны). Палладий уже сейчас является самостоятельным металлом для производства ювелирных изделий.Он имеет хорошие перспективы, но цена его с каждым днём растёт, и на 2019 год он стал дороже золота. Изделия из палладия ничем не хуже платины, и даже выигрывают за счёт меньшего веса. Палладий имеет более интенсивный тёмный цвет, лучшую обрабатываемость, и такую же, как платина, устойчивость к потускнению на воздухе.